# Oglasa ozela
Oglasa ozela là một loài bướm đêm trong họ Noctuidae.